# 勅使街道

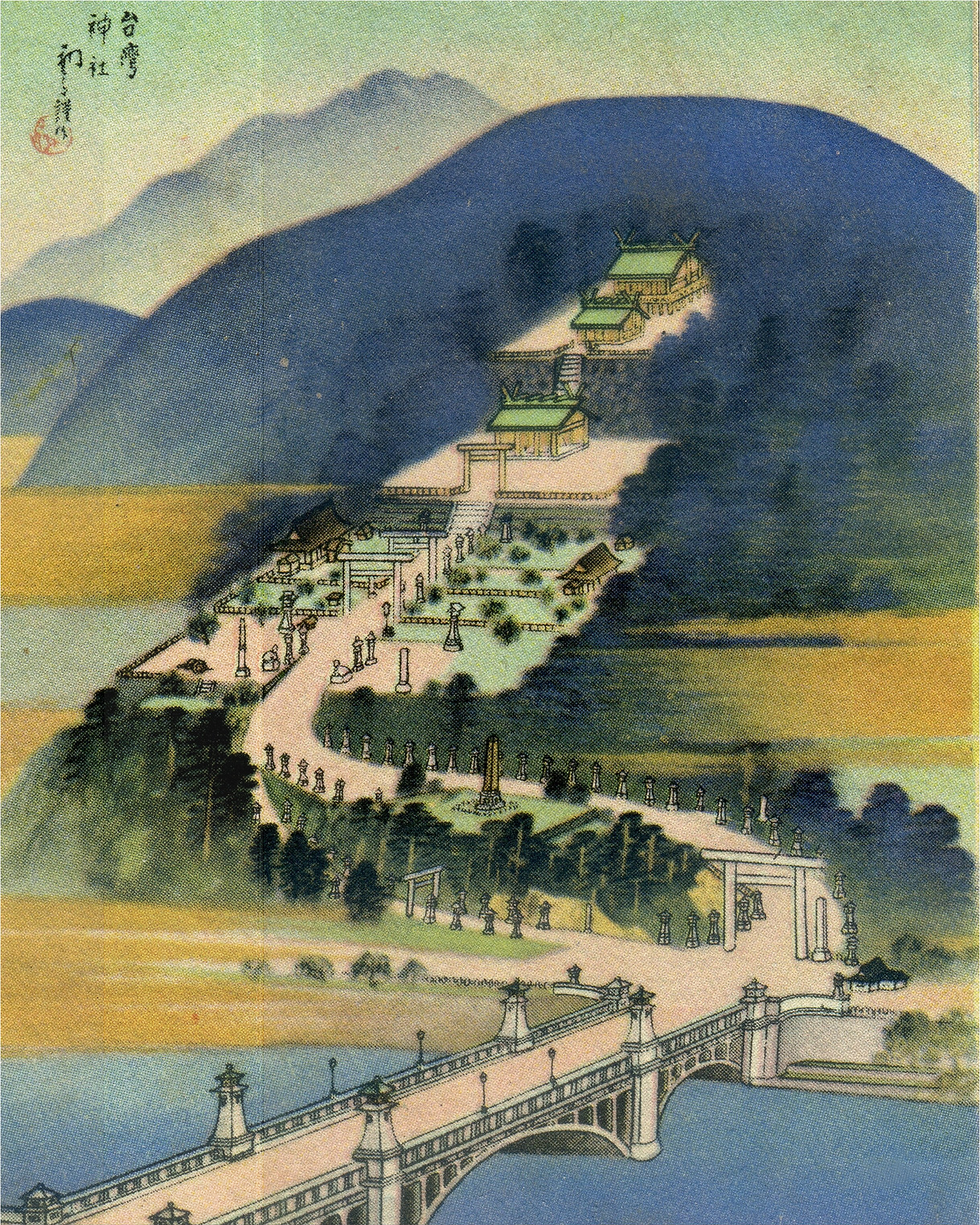
台湾神宮を描いた絵画

勅使街道（ちょくしかいどう）は、日本統治時代の台湾の台北市に存在した道路であり、現在の中山北路の一部にあたる。1923年、当時の皇太子裕仁親王（後の昭和天皇）の台湾訪問（台湾行啓）と台湾神宮の参拝のため整備された道であるため、「勅使街道」と命名された。
1923年、皇太子裕仁親王が台湾を行啓した。皇太子一行は基隆より台湾に入り、鉄路で台北に入った。そして台北駅から剣潭山の台湾神宮を参拝する際に、この街道を通った。そのことからこの街道は、「御成街道」とも呼ばれる。
第二次世界大戦後、中華民国は台湾を接収。中華民国の国父である孫中山を記念して、国民政府はこの道路および明治橋を「中山」と改称した。現在では、台北市の中山北路のうち、行政院から中山橋に至る区間が勅使街道に相当する。中山北路は台北市内を南北に貫く重要路線であり、勅使街道はその最重要区間となっている。

## 沿道の施設
- 台北市役所
- 御成町市場
- 駐台湾アメリカ合衆国領事館
- 馬偕記念医院
- 在台北中華民国総領事館
- 円山公園